# Krupnik

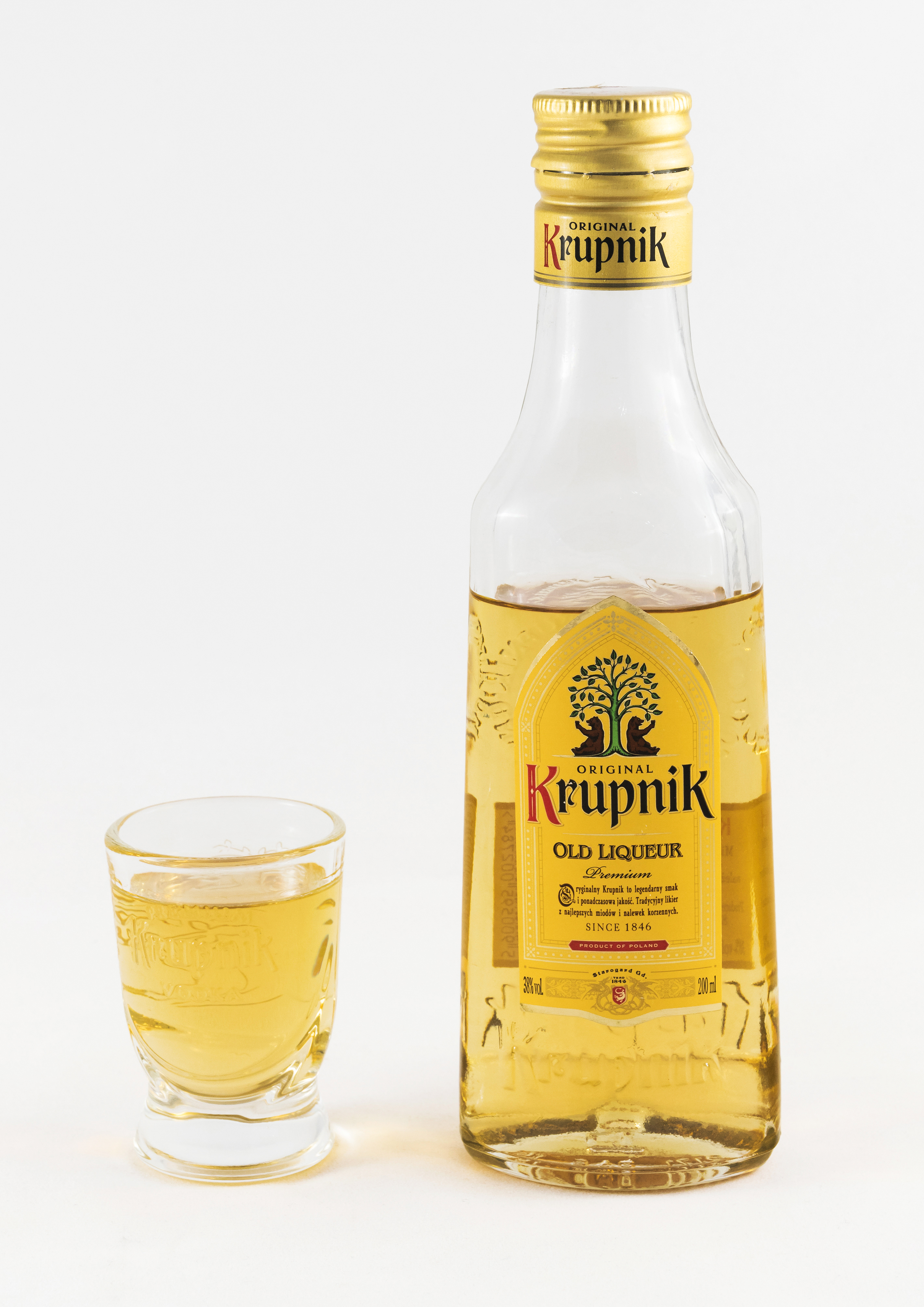
„Old Krupnik“ aus Polen

Krupnik ist ein traditioneller Honig-Nalewka, der vor allem in Polen und Litauen populär ist. Er besteht aus Alkohol (Neutralalkohol, Wodka oder Kornbrand), Wasser, Zucker und/oder Honig und wird mit bis zu 50 unterschiedlichen Kräutern gesüßt und aromatisiert. Liegt der Alkoholgehalt über 37,5 % und wird als alkoholische Basis ausschließlich Wodka verwendet, so kann Krupnik auch als „Honig-Wodka“ verkauft werden.
Krupnik wird sowohl kalt als auch heiß und sogar mit Bier vermischt getrunken und wird zudem in Cocktails vermixt, zum Beispiel im Krupnik Sour.

## Wortherkunft und Geschichte
Der Name leitet sich aus dem alten slawischen Wort krupa ‚Gerstenkorn‘ ab. In Polen und in Litauen mindestens seit dem 16. Jahrhundert bekannt, war Krupnik bald vor allem bei der Szlachta der Polnisch-Litauischen Union ein beliebtes Getränk. Es gibt zahlreiche Rezepte in Tagebüchern dieser Zeit.
Krupnik ist auch eine polnische und jiddische Bezeichnung für eine Gersten-Suppe (Graupensuppe).

## Andere Honigliköre
Das Getränk ist auch als ostpreußische Spezialität unter dem Namen Bärenfang bekannt und geht zurück auf das 15. Jahrhundert, als sich die Kunst der Destillation vermutlich in Osteuropa entwickelte. Die frühen hausgemachten Liköre wurden in einigen Regionen Ostpreußens, Masurens und Litauens Meschkinnes genannt, abgeleitet vom litauischen Wort meska ‚Bär‘, während man sie in Russland Ochotnitschja ‚Jäger-Wodka‘ nannte.

## Gesetzliche Bestimmungen
„Krupnik“ ist keine geschützte Herkunftsbezeichnung nach EU-Spirituosenrecht; auch „Honig-Wodka“ oder „Honig-Likör“ sind in der EU-Spirituosenverordnung nicht näher definiert, es gelten also die allgemeinen Vorschriften und Klassifikationen.
Insoweit ist die in der Literatur oft genannte Einordnung als „Honig-Wodka“ etwas irreführend, da die Verordnung Wodka als eine hochprozentige Spirituose definiert, die weitgehend geschmacksneutral ist (und insoweit Neutralalkohol ähnelt). Die Spirituosenverordnung kennt jedoch seit 2008 auch „aromatisierten Wodka“, bei dem Zuckerung (oder Süßung mit anderen Süßungsmitteln wie Honig) und nachträgliche Aromatisierung erlaubt sind. Als Verkehrsbezeichnung ist dann neben „Aromatisierter Wodka“ auch die Nennung des vorherrschenden Aromas in Verbindung mit „Wodka“ möglich, beispielsweise „Honig-Wodka“. Dies setzt aber voraus, dass die alkoholische Basis des Produkts ausschließlich aus Wodka besteht und ein Mindestalkoholgehalt von 37,5 % erreicht wird.
Alternativ wird Krupnik auch als Likör bzw. „Honig-Likör“ angeboten. Die alkoholische Basis für Likör kann, muss aber kein Destillat sein (wie Wodka oder Kornbrand), er kann auch aus Neutralalkohol und theoretisch auch aus jeder anderen Spirituose im Sinn der Verordnung hergestellt werden. Der Mindest-Alkoholgehalt liegt bei Likören, wie bei Spirituosen allgemein, bei lediglich 15 % vol., allerdings müssen sie mindestens 100 g Zucker je Liter oder einen entsprechenden Gehalt an anderen Süßungsmitteln enthalten.
Sind die Voraussetzungen für mehrere Verkehrsbezeichnungen gleichzeitig erfüllt, kann der Hersteller unter ihnen wählen, das heißt, ein entsprechend hochprozentiger „Honig-Likör“ auf Wodka-Basis könnte auch als „aromatisierter Wodka“ verkauft werden; umgekehrt darf ein „Honig-Wodka“, der hinreichend süß ist, die Bezeichnung „Likör“ tragen. Erfüllt ein Produkt keine der vorgenannten Klassifikationen, wird es als schlicht als „Spirituose“ bezeichnet.

## Marken und Produkte
Die bekannteste Marke ist Old Krupnik mit 38 % vol. und der Verkehrsbezeichnung honey liqueur ‚Honiglikör‘, der von der Destillerie Destylarnia Sobieski S.A. in Starogard Gdański hergestellt wird. Unter der Bezeichnung Krupnik wird auch ein gewöhnlicher Wodka angeboten. Sobieski gehört, wie auch Belvedere, zum multinationalen Luxuskonglomerat Moët Hennessy Louis Vuitton. Die Rezeptur soll auf ein Rezept aus dem 18. Jahrhundert zurückgehen, das Produkt enthält unter anderem natürlichen Honig und Extrakte aus Wurzeln und Blättern verschiedener Pflanzen.